# Daniela Anschütz-Thoms
Daniela Anschütz-Thoms (Erfurt, RDA, 20 de noviembre de 1974) es una deportista alemana que compitió en patinaje de velocidad sobre hielo. 
Participó en tres Juegos Olímpicos de Invierno, entre los años 2002 y 2010, obteniendo dos medallas de oro en la prueba de persecución por equipos: en Turín 2006 (junto con Anni Friesinger, Claudia Pechstein y Lucille Opitz) y en Vancouver 2010 (con Stephanie Beckert, Katrin Mattscherodt y Anni Friesinger-Postma).
Ganó una medalla de bronce en el Campeonato Mundial de Patinaje de Velocidad sobre Hielo de 2003 y cuatro medallas en el Campeonato Mundial de Patinaje de Velocidad sobre Hielo en Distancia Individual entre los años 2005 y 2008. Además, obtuvo tres medallas en el Campeonato Europeo de Patinaje de Velocidad sobre Hielo entre los años 2005 y 2010.

## Palmarés internacional
| Juegos Olímpicos                           | Juegos Olímpicos                | Juegos Olímpicos  | Juegos Olímpicos        |
| Año                                        | Lugar                           | Medalla           | Prueba                  |
| ------------------------------------------ | ------------------------------- | ----------------- | ----------------------- |
| 2006                                       | Turín (Italia)                  | Medalla de oro    | Persecución por equipos |
| 2010                                       | Vancouver (Canadá)              | Medalla de oro    | Persecución por equipos |
| Campeonato Mundial                         |                                 |                   |                         |
| Año                                        | Lugar                           | Medalla           | Prueba                  |
| 2003                                       | Gotemburgo (Suecia)             | Medalla de bronce | Clasificación general   |
| Campeonato Mundial en Distancia Individual |                                 |                   |                         |
| Año                                        | Lugar                           | Medalla           | Prueba                  |
| 2005                                       | Inzell (Alemania)               | Medalla de oro    | Persecución por equipos |
| 2007                                       | Salt Lake City (Estados Unidos) | Medalla de bronce | Persecución por equipos |
| 2008                                       | Nagano (Japón)                  | Medalla de bronce | 3000 m                  |
| 2008                                       | Nagano (Japón)                  | Medalla de bronce | Persecución por equipos |
| Campeonato Europeo                         |                                 |                   |                         |
| Año                                        | Lugar                           | Medalla           | Prueba                  |
| 2005                                       | Heerenveen (Países Bajos)       | Medalla de plata  | Clasificación general   |
| 2009                                       | Heerenveen (Países Bajos)       | Medalla de plata  | Clasificación general   |
| 2010                                       | Hamar (Noruega)                 | Medalla de bronce | Clasificación general   |